# Abrudbányai János
Abrudbányai János vagy dr. Abrudbányai Fikker János vagy 1941-ig Fikker János (Mezőszengyel 1907. október 16. – Budapest, 1968. január 19.) unitárius lelkész, teológiai tanár.

## Életútja
Mezőszengyelen született 1907. október 16-án. A Kolozsvári Unitárius Teológia elvégzése után a tanulmányait Oxfordon folytatta. 1932 és 1939 között Kövenden volt lelkész, majd 1939 és 1944 között Kolozsváron teológiai tanár. A második világháborút megelőzően az Imrédy-féle Magyar Élet Pártban tevékenykedett. A háború vége előtt Magyarországra menekült. A háború után a román hatóságok – távollétében – 20 év börtönre ítélték. 
Magyarországon 1946 és 1950 között Kocsordon volt unitárius lelkész. 1950-ben politikai múltja miatt letartóztatták. Ítélet nélkül 44 hónapot töltött a kistarcsai internálótáborban. 1956-ban a Járási Forradalmi Bizottságnak volt egyik vezetője. Ezért 12 év börtönre ítélték. Szabadulása után Budapesten könyvelőként dolgozott 1963 és 1968 között. 1968. január 19-én hunyt el Budapesten, és a Farkasréti temetőben helyezték örök nyugalomra.
Az Unitárius Egyház 1990-ben rehabilitálta. Fia, dr. Abrudbányai Iván megemlékezett édesapjáról 1989-ben.

## Munkássága
Unitárius tevékenysége alatt szerkesztette a Kévekötés egyházi lapot. Írt az Unitárius Naptárba, az Unitárius Egyházba és az unitáriusok Papnevelő Intézetének Értesítőjébe.
Főbb művei:
- Kérdések és feleletek - 1934.[6]
- Bevezetés a vallás lényegéhez - 1934.
- Az Istenről való felfogás korunk tudományos gondolkozásában - 1936.[7]
- A vallás gyökerei - 1938.
- Bizonyosság a vallásban - Kolozsvár 1943.[8][9]